# 윤여원
윤여원(한국 한자: 尹㦛元, 2001년 11월 23일 ~)은 대한민국의 남자 배우이자 매니지먼트 오름 소속이다. 본관은 파평

## 학력
- 한림연예예술고등학교 패션모델과 (졸업)
- 서울예술대학교 연기과 전문학사 (졸업)

## 출연작

### 드라마
- 2023년 KBS 드라마 혼례대첩 - 조인국 역
- 2023년 tvN 나를 쏘다 - 박규태 역
- 2023년 넷플릭스 정신병동에도 아침이 와요